# За птиците
„За птиците“ (на английски: For the Birds) американски късометражен анимационен филм от 2000 г. на пълнометражната анимация „Таласъми ООД“.